# Festival de Cannes 2003
Le Festival de Cannes 2003, 56e édition du festival, a lieu du 11 au 25 mai 2003. Le président du jury est le metteur en scène et réalisateur français Patrice Chéreau. La maîtresse de cérémonie est l'actrice italienne Monica Bellucci.

## Déroulement et faits marquants
L'affiche est créée par Jenny Holzer, artiste conceptuelle dont la principale caractéristique de l'œuvre est celui des graffitis et des phrases chocs exposés. L'affiche est une déclaration sobrement intitulé « Viva Il Cinema ! » en sous-titrant « Hommage à Fellini ». Le festival commémorait à travers une rétrospective les dix ans de la disparition du cinéaste. L'affiche la section Un Certain regard est adaptée de Sorcière au Serpent de Oswaldo Vigas.
C'est la première année que François Da Silvia est le délégué général de la Quinzaine des réalisateurs, il ne sera pas reconduit l'année suivante.
Le palmarès de la compétition est exceptionnel en raison de son entorse au règlement : le  président du jury Patrice Chéreau jugeant la sélection médiocre, ne récompense que 4 films à travers 7 prix.
La sélection de la compétition ainsi que le film d'ouverture Fanfan la Tulipe  furent décriés par une grande partie de la critique. Les rejets les plus forts se concentrèrent sur The Brown Bunny et Les Côtelettes,,,,. Les Cahiers du cinéma témoignent que « rarement autant de projections ne furent ponctuées de sifflets ». La sélection française est particulièrement visée, le délégué général du festival, Gilles Jacob, aurait déclaré qu'il y a eu un film français en trop en compétition, évoquant très probablement Les Côtelettes. Thierry Frémaux est blessé par les nombreuses critiques négatives et témoigne que c'est la seule fois où le jury et les critiques sont très insatisfaits.

## Jurys

### Compétition
|  | Nom                                 | Qualité                               | Nationalité        |
|  | ----------------------------------- | ------------------------------------- | ------------------ |
|  | Patrice Chéreau (président du jury) | acteur et metteur en scène de théâtre | France             |
|  | Erri De Luca                        | écrivain                              | Italie             |
|  | Jiang Wen                           | réalisateur                           | Chine              |
|  | Aishwarya Rai                       | actrice                               | Inde               |
|  | Jean Rochefort                      | acteur                                | France             |
|  | Meg Ryan                            | actrice                               | États-Unis         |
|  | Steven Soderbergh                   | réalisateur, scénariste et producteur | États-Unis         |
|  | Danis Tanović                       | réalisateur et scénariste             | Bosnie-Herzégovine |
|  | Karin Viard                         | actrice                               | France             |

### Caméra d'or
- Wim Wenders (président du jury), réalisateur •  Allemagne
- Laurent Aknin, critique •  France
- Alain Champetier, représentant des industries techniques •  France
- Géraldine D'Haen, secrétaire du jury •  France
- Gian Luca Farinelli, cinéphile •  Italie
- Agnès Godard, directrice photo •  France
- Claude Makovski, cinéphile •  France
- Bernard Uhlmann, cinéphile •  Suisse
- Christian Vincent, réalisateur •  France

### Un certain regard
- Abderrahmane Sissako (président du jury), réalisateur •  Mauritanie
- Carole Laure, réalisatrice, actrice, chanteuse •  Canada
- Jannike Åhlund, critique •  Suède
- Geoff Andrew, critique •  Royaume-Uni
- Alexis Campion, critique •  France
- Christine Masson, critique •  France
- Pierre Todeschini, critique •  Suisse

### Cinéfondation et courts métrages
- Emir Kusturica (président du jury), réalisateur •  Serbie  Bosnie-Herzégovine  France
- Zabou Breitman, comédienne et réalisatrice •  France
- Mary Lee Bandy, directrice du patrimoine au MoMA •  États-Unis
- Ingeborga Dapkūnaitė, comédienne •  Lituanie
- Michel Ocelot, réalisateur •  France

## Sélections

### Sélection officielle

#### Compétition
La sélection officielle en compétition se compose de 20 films :
| Titre                                              | Réalisation        | Pays        | Distribution                              |
| -------------------------------------------------- | ------------------ | ----------- | ----------------------------------------- |
| Jellyfish                                          | Kiyoshi Kurosawa   | Japon       | Tadanobu Asano, Joe Odagiri               |
| Carandiru                                          | Héctor Babenco     | Brésil      | Luiz Carlos Vasconcelos, Milton Gonçalves |
| Ce jour-là                                         | Raoul Ruiz         | France      | Bernard Giraudeau, Elsa Zylberstein       |
| Dogville                                           | Lars von Trier     | Danemark    | Nicole Kidman, Paul Bettany               |
| Elephant                                           | Gus Van Sant       | États-Unis  | Alex Frost, Eric Deulen, John Robinson    |
| Un cœur ailleurs                                   | Pupi Avati         | Italie      | Neri Marcorè, Giancarlo Giannini          |
| La Petite Lili                                     | Claude Miller      | France      | Ludivine Sagnier, Nicole Garcia           |
| Les Côtelettes                                     | Bertrand Blier     | France      | Philippe Noiret, Michel Bouquet           |
| Les Égarés                                         | André Téchiné      | France      | Emmanuelle Béart, Gaspard Ulliel          |
| Les Invasions barbares                             | Denys Arcand       | Canada      | Marie-Josée Croze, Stéphane Rousseau      |
| Mystic River                                       | Clint Eastwood     | États-Unis  | Sean Penn, Tim Robbins, Kevin Bacon       |
| Père, fils                                         | Alexandre Sokourov | Russie      | Alexei Nejmyshev, Andrej Shetinin         |
| À cinq heures de l'après-midi                      | Samira Makhmalbaf  | Iran        | Agheleh Rezaïe, Abdolgani Yousefrazi      |
| La Triade du papillon                              | Lou Ye             | Chine       | Toru Nakamura, Feng Yuangzheng            |
| Shara                                              | Naomi Kawase       | Japon       | Fukunaga Kahei, Hyoundo Yuka              |
| Swimming Pool                                      | François Ozon      | France      | Ludivine Sagnier, Charlotte Rampling      |
| The Brown Bunny                                    | Vincent Gallo      | États-Unis  | Vincent Gallo, Chloë Sevigny              |
| The Tulse Luper Suitcases - Part 1: The Moab Story | Peter Greenaway    | Royaume-Uni | JJ Feild, Drew Mulligan                   |
| Tiresia                                            | Bertrand Bonello   | France      | Clara Choveaux, Laurent Lucas             |
| Uzak                                               | Nuri Bilge Ceylan  | Turquie     | Muzaffer Özdemir, Mehmet Emin Toprak      |

#### Un certain regard
La section Un certain regard comprend 19 films :
| Titre | Réalisation                             | Pays        |
| --- | --------------------------------------- | ----------- |
| All Tomorrow's Parties                                                                                              | Yu Lik-wai                              | Chine       |
| American Splendor                                                                                                   | Shari Springer Berman et Robert Pulcini | États-Unis  |
| Arimpara | Murali Nair                             | Inde        |
| Drifters | Wang Xiaoshuai                          | Chine       |
| Léo, en jouant « Dans la compagnie des hommes » (présenté sous le titre En jouant « Dans la compagnie des hommes ») | Arnaud Desplechin                       | France      |
| Hoy y mañana | Alejandro Chomski                       | Argentine   |
| Japanese Story | Sue Brooks                              | Australie   |
| Kiss of Life | Emily Young                             | Royaume-Uni |
| La cruz del sur | Pablo Reyero                            | Argentine   |
| Nos meilleures années                                                                                               | Marco Tullio Giordana                   | Italie      |
| Les Mains vides | Marc Recha                              | France      |
| Mille mois | Faouzi Bensaïdi                         | Maroc       |
| Robinson's Crusoe                                                                                                   | Chen-sheng Lin                          | Taïwan      |
| September | Max Färberböck                          | Allemagne   |
| Soldados de Salamina                                                                                                | David Trueba                            | Espagne     |
| Stormy Weather | Sólveig Anspach                         | France      |
| Struggle | Ruth Mader                              | Autriche    |
| Sang et Or | Jafar Panahi                            | Iran        |
| Young Adam | David Mackenzie                         | Royaume-Uni |

#### Hors compétition
| Titre                                                        | Réalisation                     | Pays       | Distribution                                   |
| ------------------------------------------------------------ | ------------------------------- | ---------- | ---------------------------------------------- |
| Fanfan la Tulipe (film d'ouverture)                          | Gérard Krawczyk                 | France     | Vincent Perez, Penélope Cruz                   |
| Charlie Chaplin : Sa vie, son œuvre                          | Richard Schickel                | États-Unis |                                                |
| Claude Sautet ou la Magie invisible                          | Nguyen Trong Binh               | France     |                                                |
| Easy Riders, Raging Bulls                                    | Kenneth Bowser                  | États-Unis |                                                |
| Les Fantômes du Titanic                                      | James Cameron                   | États-Unis |                                                |
| Il Grido D'Angoscia Dell'uccello Predatore 20 Tagli D'Aprile | Nanni Moretti                   | France     | Nanni Moretti, Silvio Orlando                  |
| Le Domaine                                                   | Lester James Peries             | Sri Lanka  | Paboda Sandeepani, Malini Fonseka              |
| Le Temps du loup                                             | Michael Haneke                  | France     | Isabelle Huppert, Anaïs Demoustier             |
| Les Marches, etc. (Une comédie musicale)                     | Gilles Jacob                    | France     |                                                |
| Les Triplettes de Belleville                                 | Sylvain Chomet                  | France     |                                                |
| Lester James Peries, Cinéaste d'un Autre Temps               | Julien Plantureux               | France     |                                                |
| Qui a tué Bambi ?                                            | Gilles Marchand                 | France     | Sophie Quinton, Laurent Lucas, Catherine Jacob |
| S21, la machine de mort khmère rouge                         | Rithy Panh                      | Cambodge   |                                                |
| The Fog of War                                               | Errol Morris                    | États-Unis |                                                |
| The Last Customer                                            | Nanni Moretti                   | Italie     |                                                |
| Matrix Reloaded                                              | Andy Wachowski, Larry Wachowski | États-Unis | Keanu Reeves, Carrie-Anne Moss                 |
| The Soul of a Man                                            | Wim Wenders                     | Allemagne  | Chris Thomas King, Keith Brown                 |
| Va et vient                                                  | João César Monteiro             | Portugal   | Miguel Borges, Rita Durão                      |
| Les temps modernes (film de clôture)                         | Charlie Chaplin                 | États-Unis | Charlie Chaplin, Paulette Goddard              |

#### Séances spéciales
| Film                                                                | Réalisateur          | Pays          |
| ------------------------------------------------------------------- | -------------------- | ------------- |
| Off the Map (en) (film d'ouverture)                                 | Campbell Scott       | États-Unis    |
| B.B. e il cormorano (it) (film de clôture)                          | Edoardo Gabbriellini | Italie        |
| Camarades (séance du Parrain)                                       | Marin Karmitz        | France        |
| Condor : Les Axes du mal (documentaire)                             | Rodrigo Vazquez      | France        |
| Araki - The Killing of a Japanese Photographer (da) (court métrage) | Anders Morgenthaler  | Danemark      |
| Good Night (court métrage)                                          | Chun Sun-Young       | Corée du Sud  |
| Nosferatu Tango (court métrage)                                     | Zoltan Horvath       | Suisse France |

#### Cinéfondation
- 2003 : Dremano oko de Vladimir Perišić

### Quinzaine des réalisateurs
La sélection comporte 25 films.

#### Longs métrages
| Film                                                                    | Réalisateur                            | Pays            |
| ----------------------------------------------------------------------- | -------------------------------------- | --------------- |
| La femme qui croyait être la Présidente des États-Unis                  | João Botelho                           | Portugal        |
| Bright Leaves                                                           | Ross McElwee                           | États-Unis      |
| Interstella 5555: The Story of the Secret Star System (séance spéciale) | Kazuhisa Takenouchi et Leiji Matsumoto | Japon           |
| Deep Breath                                                             | Parviz Shahbazi                        | Iran            |
| Des plumes dans la tête                                                 | Thomas de Thier                        | Belgique France |
| Filme de amor                                                           | Júlio Bressane                         | Brésil          |
| Gozu                                                                    | Takashi Miike                          | Japon           |
| James' Journey to Jerusalem                                             | Ra'anan Alexandrowicz                  | Israël          |
| Kleine freiheit                                                         | Yüksel Yavuz                           | Allemagne       |
| L'Enfance nue (séance spéciale)                                         | Maurice Pialat                         | France          |
| L'Île                                                                   | Costanza Quatriglio                    | Italie          |
| La Chose publique                                                       | Mathieu Amalric                        | France          |
| La Grande Séduction                                                     | Jean-François Pouliot                  | Canada          |
| Les Heures du jour                                                      | Jaime Rosales                          | Espagne         |
| Le Monde vivant                                                         | Eugène Green                           | France          |
| Le Silence de la forêt                                                  | Didier Ouénangaré et Bassek Ba Kobhio  | Cameroun        |
| Les Lionceaux                                                           | Claire Doyon                           | France          |
| Les Yeux secs                                                           | Narjiss Nejjar                         | France Maroc    |
| Mike Brant - Laisse moi t'aimer (séance spéciale)                       | Erez Laufer                            | France Israël   |
| Niki et Flo                                                             | Lucian Pintilie                        | Roumanie France |
| Les Terres de l'ogre (séance spéciale)                                  | Sami Kafati                            | Honduras        |
| No pasarán, album souvenir                                              | Henri-François Imbert                  | France          |
| Osama                                                                   | Barmak Sedigh                          | Japon           |
| Pas de repos pour les braves                                            | Alain Guiraudie                        | Autriche France |
| Quaresma                                                                | José Álvaro Morais                     | Portugal        |
| Kitchen Stories                                                         | Bent Hamer                             | Suède Norvège   |
| Saltimbank (séance spéciale)                                            | Jean-Claude Biette                     | France          |
| Sansa                                                                   | Siegfried                              | Espagne France  |
| The Mother                                                              | Roger Michell                          | Royaume-Uni     |
| Watermark                                                               | Georgina Willis                        | Australie       |

### Semaine de la critique

#### Longs métrages
| Film                       | Réalisateur       | Pays            |
| -------------------------- | ----------------- | --------------- |
| Depuis qu'Otar est parti…  | Julie Bertuccelli | France Belgique |
| Reconstruction             | Christoffer Boe   | Danemark        |
| Milwaukee, Minnesota       | Allan Mindel      | États-Unis      |
| Entre cyclones             | Enrique Colina    | Cuba            |
| Elle est des nôtres        | Siegrid Alnoy     | France          |
| 20h17 rue Darling          | Bernard Émond     | Canada          |
| Deux Anges (Deux fereshté) | Mamad Haghighat   | Iran            |

#### Courts métrages
- Belarra de Koldo Almandoz (Espagne)
- Derrière les fagots de Ron Dyens (France)
- Love Is the Law d'Eivind Tolås (Norvège)
- Maste d'Erik Rosenlund (Suède)
- La Petite fille de Licia Eminenti (France)
- The Truth about the Head de Dale Heslip (Canada)
- Turangawaewae de Peter Burger (Nouvelle-Zélande)

#### Séances spéciales

##### Longs métrages
- Off the Map de Campbell Scott (Etats-Unis) (film d'ouverture)
- B.B. & Il Cormorano d'Edoardo Gabbriellini (Italie) (film de clôture)
- Camarades de Marin Karmitz (France)
- Condor : Les Axes du mal de Rodrigo Vasquez (France)

##### Courts métrages
- Araki - The Killing of a Japanese Photographer (da) d'Anders Morgenthaler (Danemark)
- Good Night de Chun Sun-young (Corée du Sud)
- Nosferatu Tango de Zoltan Horvath (Suisse/France)

### Programmation ACID
| Film                             | Réalisateur          | Pays    |
| -------------------------------- | -------------------- | ------- |
| Chronique d’un siège             | Samir Abdallah       | France  |
| Dix-sept Ans                     | Didier Nion          | France  |
| Fotograf                         | Kazim Öz             | Turquie |
| La Raison du plus fort           | Patric Jean          | France  |
| La Vie nue                       | Dominique Boccarossa | France  |
| Les Sucriers de Colleville       | Ariane Doublet       | France  |
| Mods                             | Serge Bozon          | France  |
| Mon voyage d'hiver               | Vincent Dieutre      | France  |
| Noble Art                        | Pascal Deux          | France  |
| On n'est pas des marques de vélo | Jean-Pierre Thorn    | France  |
| Zéro défaut                      | Pierre Schoeller     | France  |

## Palmarès

### Compétition
Le 25 mai 2003 le palmarès du festival a été annoncé.
| Prix                                      | Film                                                            | Pays       |
| ----------------------------------------- | --------------------------------------------------------------- | ---------- |
| Palme d'or                                | Elephant de Gus Van Sant                                        | États-Unis |
| Grand prix du jury                        | Uzak de Nuri Bilge Ceylan                                       | Turquie    |
| Prix d'interprétation masculine (ex æquo) | Muzaffer Özdemir et Mehmet Emin Toprak pour Uzak                | Turquie    |
| Prix d'interprétation féminine            | Marie-Josée Croze pour Les Invasions barbares                   | Canada     |
| Prix de la mise en scène                  | Gus Van Sant pour Elephant                                      | États-Unis |
| Prix du scénario                          | Denys Arcand pour Les Invasions barbares                        | Canada     |
| Prix du Jury                              | À cinq heures de l'après-midi (Panj é Asr) de Samira Makhmalbaf | Iran       |

Caméra d'or :
Reconstruction de Christoffer Boe (Danemark)
Mention spéciale - Caméra d'or :
Osama de Siddiq Barmak  (Afghanistan)
Prix Un certain regard :
Nos meilleures années (La Meglio Gioventù) de Marco Tullio Giordana (Italie)
Prix Spécial du Jury - Un certain regard :
Sang et Or (Talāye sorkh) de Jafar Panahi (Iran)
Palme d'or du court métrage :
Cracker Bag de 	Glendyn Ivin (Australie)
Prix du Jury - court métrage (à l'unanimité) :
L'Homme sans tête de Juan Solanas (France)

### Prix FIPRESCI
Le prix FIPRESCI du Festival de Cannes est remis à trois films.
| Attribué à                           | Réalisateur                             | Pays       | Section                    |
| ------------------------------------ | --------------------------------------- | ---------- | -------------------------- |
| Père, fils (Отец и сын, Otets i syn) | Alexandre Sokourov                      | Russie     | Compétition                |
| American Splendor                    | Shari Springer Berman et Robert Pulcini | États-Unis | Un certain regard          |
| Les Heures du jour                   | Jaime Rosales                           | Espagne    | Quinzaine des réalisateurs |